# Buses and Trains
"Buses and Trains" är en sång som spelades in av popgruppen Bachelor Girl från Australien. Den utkom på singel 1998, och blev en stor hit, låg som högst 4:a på den australiska singellistan samt sålde platina. I Sverige låg låten såväl på svenska singellistan som på Trackslistan. Sångtexten beskriver ett kärleksförhållande som lika riskfyllt som att exempelvis bli överkörd av bussen och tåget, hamna i skeppsbrott eller krocka med bilen, men ändå önskar jag-personen göra det åter.

## Listplaceringar
| Lista (1998-1999) | Topplacering |
| ----------------- | ------------ |
| Australien        | 4            |
| Nya Zeeland       | 6            |
| Storbritannien    | 84           |
| Sverige           | 29           |

### Årsslutslistor
| Lista                     | Topplacering |
| ------------------------- | ------------ |
| ARIA:s årsslutslista 1998 | 29           |

## Certifikat
| Land        | Certifikat | Sålda exemplar |
| ----------- | ---------- | -------------- |
| Australien  | Platina    | 70 000+        |
| Nya Zeeland | Guld       | 7 500+         |